# Ring Parkstad
De Ring Parkstad is een ringweg in de regio Parkstad Limburg. De ringweg is volledig, maar bestaat slechts voor 3,5 kilometer uit autosnelwegen. Het resterende gedeelte bestaat uit autowegen. Het grootste gedeelte van de ring (26 kilometer) bestaat uit de tussen 2014 en 2019 nieuw aangelegde Buitenring Parkstad Limburg. Er zijn twee turborotondes op de route, de rest is doorgaand.